# Торстен Май

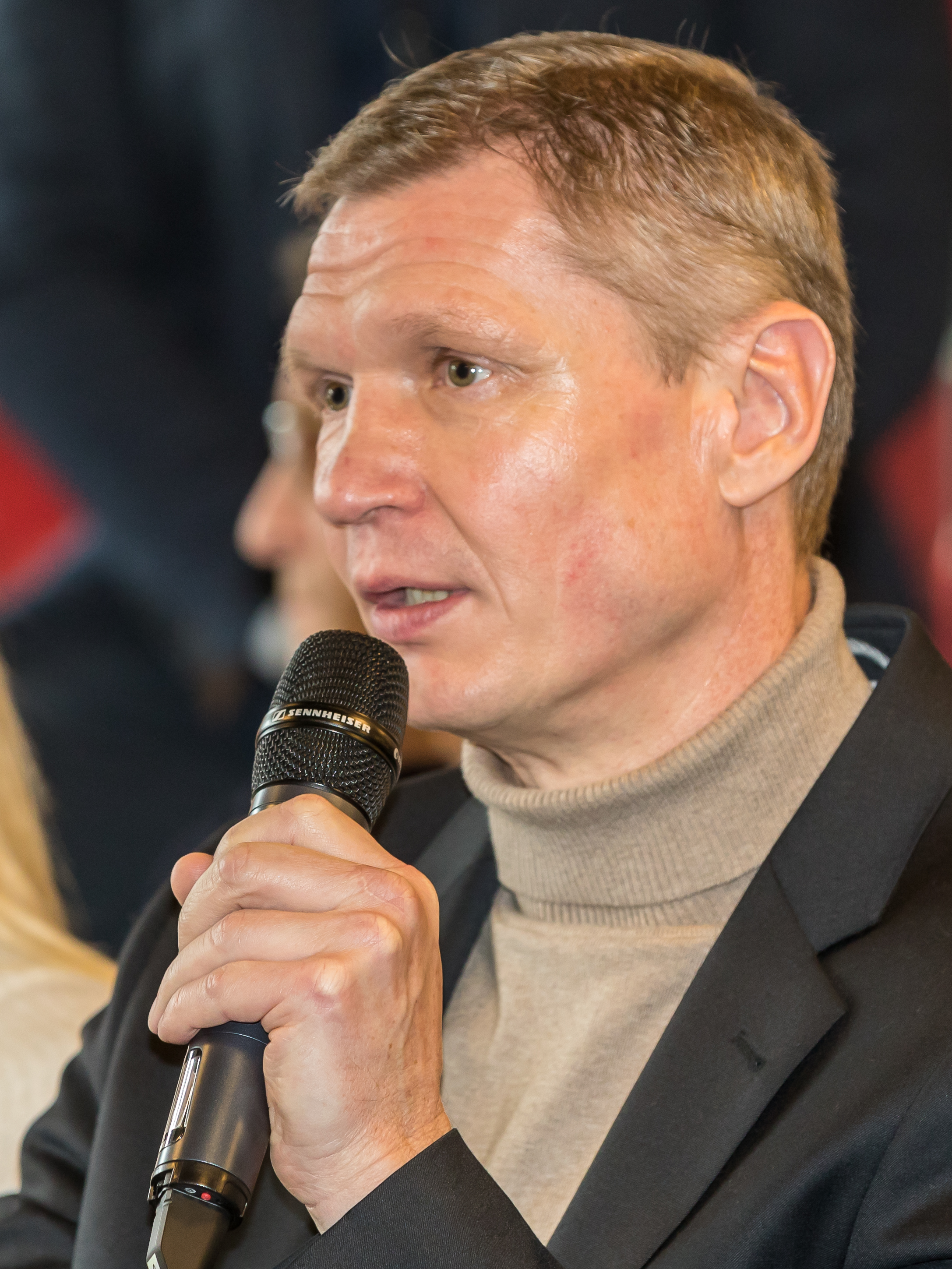
Торстен Май, 2019

Торстен Май (нім. Torsten May; нар. 9 жовтня 1969, Глаухау, Німеччина) — німецький боксер, що виступав у напівважкій вазі, олімпійський чемпіон 1992 року, чемпіон світу (1991).

## Аматорська кар'єра
Олімпійські ігри 1992 
- 1/16 фіналу. Переміг Кім Гіль Нама (Північна Корея) 9-1
- 1/8 фіналу. Переміг Дейла Брауна (Канада) 7-1
- 1/4 фіналу. Переміг Монтелла Гріффіна (США) 6-4
- 1/2 фіналу. Переміг Войцеха Бартніка (Польща) 8-6
- Фінал. Переміг Ростислава Зауличного (Об'єднана команда) 8-3

## Професійна кар'єра
Після перемоги на Олімпійських іграх Торстен Май вирішив перейти у професіональний бокс. Виступати він вирішив у першій важкій ваговій категорії. Переміг свого співвідчизника Ральфа Роккіджані у бою за титул чемпіона Німеччини. Май легко перемагав усіх своїх суперників, що дозволило йому зустрітися з Адольфо Вашингтоном, у чемпіонському бою за вакантний титул IBF. Бій тривав усі дванадцять раундів, а перемогу по очкам святкував американець. Це була перша поразка Мая у професіоналах. Через рік Май претендував на титул інтерконтинентального чемпіона IBF, але його спіткала невдача. Він програв технічним нокаутом швейцарцю Штефану Агнеру. В 1999 році взяв реванш у Вашингтона. У наступному бою переміг Олексія Ільїна і завоював титул чемпіона EBU. Однак потім програв Олександру Гурову технічним нокаутом і вирішив завершити кар'єру.